# Berinjek
Berinjek este o localitate din comuna Litija, Slovenia.